# Korópi
Ne doit pas être confondu avec la ville de Koropí, en Attique de l'Est.
Korópi, en grec moderne : Κορόπη, est un village du dème du Pélion-du-Sud, dans le district régional de Magnésie, en Thessalie, Grèce.
Selon le recensement de 2011, la population du village s'élève à 246 habitants.